# RhB BCe 4/4 501–504
In den Jahren 1939 bis 1940 stellte die Rhätische Bahn (RhB) vier Elektrotriebwagen der Bauart BCe 4/4, seit 1956 ABe 4/4, mit den Betriebsnummern 501 bis 504 in Dienst.
Die für das mit 11 kV, 16 2/3 Hz Wechselstrom elektrifizierte Streckennetz konzipierten Fahrzeuge waren 39 t schwer und 65 km/h schnell, sie leisteten 440 kW bei 44 km/h. Der mechanische Teil stammte von der SWS, die elektrische Ausrüstung von BBC und MFO.

## Geschichte
Den Anlass zur Beschaffung der Fahrzeuge gab der zunehmende Straßenverkehr. Mit schwerfälligen gemischten Zügen, die auf vielen Stationen rangieren mussten, und den nur 55 km/h schnellen Ge 6/6-Lokomotiven sah sich die RhB dieser Konkurrenz nicht gewachsen. Ein neues Konzept – leichte, schnelle, häufiger verkehrende Züge – sollte zunächst auf den wichtigsten Linien, das heisst auf der Davoserlinie und der Albulabahn nach St. Moritz, Fahrgäste zurückgewinnen. Zusammen mit den vier Triebwagen beschaffte die RhB acht Personenwagen, ebenfalls in leichter Stahlbauart, und bewarb das neue Angebot unter dem Namen Fliegender Rhätier.
Der Versuch schlug aus zwei Gründen fehl. Zum einen konnten die kurzen Züge die gestiegene Nachfrage nicht bewältigen. Zum anderen zeigten sich so viele technische Mängel, meist dem extremen Leichtbau geschuldet, dass die Triebwagen häufig ausser Dienst standen. Mehr Erfolg hatte die RhB dann ab 1947 mit den solider gebauten Ge-4/4-Lokomotiven.

## Einsatzgebiete
Nachdem es der Hauptwerkstätte Landquart gelungen war, die Probleme zu beheben, konnten die vier Triebwagen im leichten Personenzugdienst zuverlässig eingesetzt werden. Ab 1968 wurde die Fernsteuerung eingebaut (Steckdose nur Seite Erstklassabteil), sie konnte aber erst ab 1982 genutzt werden, als die RhB die drei Steuerwagen BDt 1721–1723 in Betrieb nahm. Aus je einem ABe 4/4, bedarfsweise einem Zwischenwagen (Mitteleinstiegswagen AB 1515 sowie 1516 und B 2338) und einem Steuerwagen gebildete Pendelzüge wurden auf der Bahnstrecke Samedan–Pontresina, vereinzelt zwischen Bever und S-chanf sowie auf der Bahnstrecke Davos Platz–Filisur eingesetzt. Die drei Steuerwagen wurden 1991, 1994 und 2000 für die Fernsteuerung der Ge 4/4 I angepasst. 1990 wurden deshalb die Triebwagen zusätzlich mit der Einrichtung für Doppeltraktion ausgerüstet (Einbau einer zweiten Vst-Dose Seite Erstklassabteil), so dass ein Pendelzug mit zwei Triebwagen und einem Zwischenwagen gebildet werden konnte. Diese Einsätze endeten mit der Eröffnung der Vereinalinie 1999 und dem damit eingeführten Fahrplankonzept NEVA Retica.
Die Fahrzeuge 502 bis 504 wurden Ende der 1990er Jahre ausrangiert und später abgebrochen. Der ABe 4/4 501 bleibt als Museumsfahrzeug erhalten.

## Konstruktion
Die Triebwagen waren verglichen mit dem bisherigen Fuhrpark der RhB völlig neu entwickelt. Die Einphasen-Reihenschlussmotoren von MFO waren erstmals so klein gebaut, dass sie direkt in die Drehgestelle passten und so ein Einzelachsantrieb über BBC-Federantrieb möglich war. Mit diesem Schritt wendete man sich bei der RhB endgültig vom Stangenantrieb ab.
Ebenfalls wurde bei diesen Triebwagen auf eine sehr leichte Konstruktion gesetzt, was dann aber auch die Hauptursache für viele Probleme bedeutete.

### Umbauten
- Wegen der hohen Stillstandzeiten wurden die Triebwagen ab 1946 in der Hauptwerkstätte in Landquart weitgehenden Umbauten unterzogen. Die meisten Probleme sind dem extremen Leichtbau geschuldet. So mussten die Drehgestelle verstärkt werden, das Getriebe wurde mit Rollenlagern statt Gleitlagern ausgestattet und für die Fahrmotoren wurde eine Fremdbelüftung eingebaut. An den Bremsen gab es gleich zwei Änderungen. So wurde die Triebwagenbremse von einer Vakuumbremse auf eine vakuumgesteuerte Druckluftbremse umgebaut, zusätzlich kam eine direkt wirkende Rangierbremse hinzu. Auch die Elektrik würde geändert. Es wurde das Nockenschaltwerk von MFO durch eine Hüpfersteuerung von SAAS ausgetauscht. Die Faltenbälge bei den Personenübergängen wurden durch solche ersetzt, die zum übrigen Rollmaterial kompatibel sind.

- 1968 bis 1971 wurden die Führerstände modernisiert und die Vielfachsteuerung eingebaut. Bei diesem Umbau wurden die Faltenbälge entfernt.

- 1982–1984 wurden die Triebwagen pendelzugtauglich gemacht. Dabei wurden die Führerstände und Bremsen nochmals leicht angepasst. Zudem wurde am Führerstand I des Triebwagen wieder ein Faltenbalg angebaut. So konnten sie mit den 1982 gelieferten BDt 1721–1723  eingesetzt werden. Bei Bedarf konnte ein bis zwei Mitteleinstiegswagen der Serien AB 1514–1518 und B 2337–2370 dazwischen gereiht werden.

- Bereits im Mai 1991 wurde der Steuerwagen BDt 1721 für die Ge 4/4 I eingerichtet, BDt 1722 folgte im Dezember 1994.[1] Um weiterhin genügend Pendelzüge bilden zu können, wurden die ABe 4/4 so angepasst, dass sie auch in Vielfachsteuerung verkehren konnten. Dabei musste Führerstand I gegen die Zugsmitte hin gerichtet sein.[2] Der als letzter verbliebene Triebwagen 501 war noch bis im Sommer 2000 mit dem BDt 1723 im Einsatz.[3]

- 1997 wurde der Triebwagen 503 versuchsweise zu einem Steuerwagen umgebaut, da er sehr schadensanfällig und nicht mehr im normalen Betrieb einsetzbar war. Der Versuch blieb jedoch erfolglos und Triebwagen 503 wurde 1998 zusammen mit 504 abgebrochen.

## Farbgebung
Die BCe 4/4 waren zusammen mit den acht Mitteleinstiegswagen die ersten roten Fahrzeuge der RhB. Während rund vierzig Jahren trugen sie neben diesem Anstrich die Bahnabkürzung «RhB» in Chromlettern auf der Seitenwand. Ebenso waren die ursprünglichen Klassenziffern 2 und 3 ausgeführt. Beim Übergang zum Zweiklassensystem 1956 wurden die neuen Klassenziffern 1 und 2 an gleicher Stelle aufgemalt. Ungefähr 1978 erhielt Triebwagen 502 einen Neuanstrich mit den damals üblichen goldenen Zierlinien und dem neuen RhB-Logo. 1982 bis 84 wurden die Halterungen für den Faltenbalg beim Führerstand II (Seite Zweitklassabteil) entfernt. Beim Neuanstrich wurden weisse Zierlinien und das RhB-Logo angebracht, die Türen wurden silberfarbig. Der zuletzt revidierte ABe 4/4 501 erhielt neben dem Signet auch noch den vollen Unternehmensnamen auf Deutsch (links) und italienisch (rechts).

## Liste der Fahrzeuge
| Betriebsnummer | Inbetriebnahme    | Fernsteuerung       | Status                                           | Bemerkungen                               |
| -------------- | ----------------- | ------------------- | ------------------------------------------------ | ----------------------------------------- |
| 501            | 7. Dezember 1939  | R3 17. Februar 1984 |                                                  | Bleibt als historisches Fahrzeug erhalten |
| 502            | 11. Dezember 1939 | R3 20. Mai 1983     | Januar 2000 ausrangiert, August 2002 abgebrochen |                                           |
| 503            | 6. Februar 1940   | R3 28. Januar 1982  | August 1998 abgebrochen                          |                                           |
| 504            | 5. März 1940      | R3 ...10.1982       | August 1998 abgebrochen                          |                                           |